# Rigault de Genouilly (aviso)
Le Rigault de Genouilly est un aviso colonial de la classe Bougainville de la Marine française.

## Conception et construction
Le PG-80 est mis sur cale aux Forges et Chantiers de la Gironde à Bordeaux le 7 juillet 1931, lancé le 18 septembre 1932 et admis au service actif le 14 mars 1934. Il reçut le nom de l'amiral Rigault de Genouilly.

## Histoire opérationnelle

### Temps de paix
En mars 1934, après sa mise en service, il effectue une mission scientifique à l'île de Pâques où il arrive le 24 juillet 1934 pour débarquer une mission scientifique du Muséum national d'histoire naturelle.
En mars 1938, un petit groupe de marins entame un voyage de Marseille à bord du cargo mixte Ville d'Amiens, vers Nouméa où le Rigault de Genouilly prend en charge ce renfort de personnel, le dimanche 13 mars 1938. Le navire appareille pour Port-Vila et effectue un exercice avec le croiseur école Jeanne d'Arc. Il poursuit sa croisière et arrive à Papeete le 15 juin 1938. Il reste sur zone avant d'appareiller pour Sydney, repeint en gris.
Le 20 février 1939 commence une campagne en extrême orient avec l'appareillage pour Saïgon. Il sera relevé par le Savorgnan de Brazza. Puis, après un voyage vers la Chine (Shanghai), il entame une campagne dans l'océan Indien le 10 octobre 1939. Une relève du personnel interviendra le 6 mars 1940 à Diego Suarez.

### Temps de guerre
Le 3 juillet 1940, lors de la bataille de Mers el-Kébir, l'aviso est basé à Oran sous le commandement du Capitaine de frégate Louis Georges Emile Frossard. L'aviso sort rapidement du port pour tenter de rejoindre l'escorte du cuirassé Strasbourg, mais sa vitesse ne lui permet pas. Il fait demi-tour, et tombe alors face à l'escadre anglaise. Dans un bref échange de coups de canons, le Rigault de Genouilly est endommagé par le croiseur Enterprise, le navire français répond par 19 coups de 138 mm, sans succès. L'aviso ne faisant pas partie des objectifs des anglais, l'engagement est interrompu.
Il est coulé par méprise le lendemain devant Alger, au large du cap Matifou, par le sous-marin anglais HMS Pandora. Le sous-marin britannique l'avait en effet pris pour un croiseur. La perte de l'aviso causa la mort de 12 marins. À la suite de cette dramatique méprise, l'amirauté britannique présentera ses excuses à l'ambassade de France.

## Aviation embarquée
L'aviso embarquait un hydravion triplace à flotteurs Gourdou Leseurre GL-810 HY (ou Gourdou Leseurre GL-811 HY) pour la reconnaissance et l'éclairage. Il était équipé pour le catapultage et le repêchage en mer.

## Sources